# Левитирующий диполь
Левитирующий дипольный эксперимент (англ. The Levitated Dipole eXperiment) — эксперимент по созданию технологии термоядерного синтеза путём использования сплошного сверхпроводящего магнита в форме тороида, который должен левитировать на магнитной подушке над камерой реактора. Сверхпроводник формирует осесимметричное магнитное поле наподобие магнитосферы Земли и Юпитера. Предполагается, что такой реактор сможет удерживать высокотемпературную плазму более эффективно, чем другие конструкции термоядерных реакторов.
Левитирующий дипольный эксперимент создан в результате сотрудничества совместном Колумбийского университета и MIT.
В технологии левитирующего диполя используется магнит кольцеобразной формы и массой в 500 кг, который изготовлен из расположенных внутри стальной конструкции сверхпроводящих катушек. Основная функция данного магнита, который левитирует благодаря мощному электромагнитному полю — контроль за перемещением заряженной плазмы с температурой в 10 млн градусов, которая находится во внешней камере с диаметром 4,9 м.